# Назарча
Назарча (рум. Nazarcea) — село у повіті Констанца в Румунії. Входить до складу комуни Поарта-Албе.
Село розташоване на відстані 187 км на схід від Бухареста, 17 км на захід від Констанци, 136 км на південь від Галаца.

## Населення
За даними перепису населення 2002 року у селі проживали 484 особи.
Національний склад населення села:
| Національність | Кількість осіб | Відсоток |
| -------------- | -------------- | -------- |
| румуни         | 472            | 97,5%    |
| турки          | 6              | 1,2%     |

Рідною мовою назвали:
| Мова      | Кількість осіб | Відсоток |
| --------- | -------------- | -------- |
| румунська | 472            | 97,5%    |
| турецька  | 7              | 1,4%     |